# Usina Termelétrica Suzano Maranhão
A Usina Termelétrica Suzano Maranhão é uma usina termelétrica movida a biomassa, localizada na cidade de Imperatriz, no Maranhão.
Pertencente à Suzano Papel e Celulose, fornece energia à sua fábrica em Imperatriz, que tem capacidade anual de produção de 1,65 milhão de toneladas de celulose.
Foi inaugurada em abril de 2014.

## Capacidade energética
A UTE Suzano Maranhão tem capacidade de gerar 254,84 MW, funcionando em regime de autoprodução. Desse modo, é capaz de gerar energia elétrica para o uso próprio, abastecer o pólo químico para a produção de clorato de sódio, dióxido de cloro e oxigênio, e ainda exportar, ao Sistema Interligado Nacional, 100 MW excedentes.
A usina utiliza, como combustível, o licor negro obtido no processo de fabricação de celulose e o complemento de resíduos florestais.

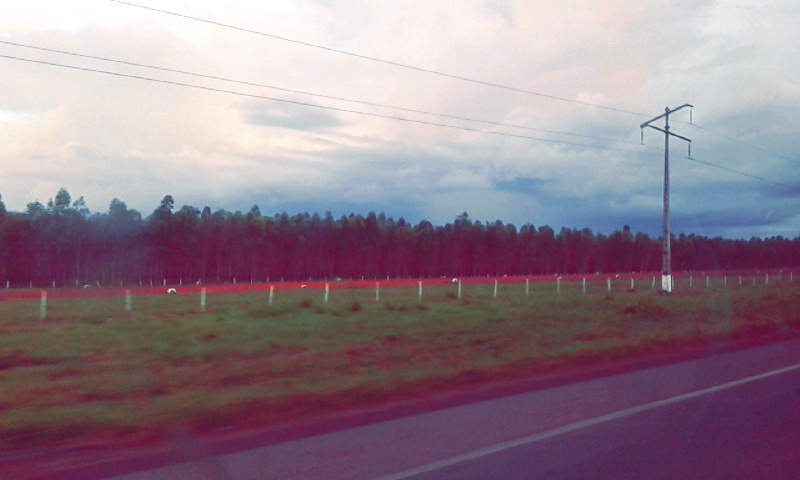
Plantação de eucalipto na BR 153, entre o Tocantins e o Maranhão.

## Histórico
A logística da fabricação de celulose na região envolve o plantio de eucalipto no sul do Maranhão, além do Pará e de Tocantins, bem como o escoamento da produção pelo porto de Itaqui, em São Luís, valendo-se das ferrovias Norte–Sul, Carajás e Transnordestina.
A Suzano também construiu um ramal ferroviário de 28 km que vai de dentro da fábrica até a ferrovia Norte–Sul.
No total, houve um investimento industrial estimado em US$ 2,4 bilhões, além de US$ 575 milhões destinados à formação da base florestal.